# James Thomson Ritchie
Sir James Thomson Ritchie, 1. Baronet, Kt, JP  (* 21. September 1833 in Angus, Schottland; † 18. Dezember 1912 in Shanklin, Isle of Wight), war ein britischer Politiker, der unter anderem von 1903 bis 1904 Lord Mayor of London war.

## Leben
James Thomson Ritchie, Sohn von William Ritchie und Elizabeth Thomson, war der ältere Bruder von Charles Thomson Ritchie, der Unterhausabgeordneter, Handelsminister, Innenminister sowie Schatzkanzler war und 1905 als Baron Ritchie of Dundee zum erblichen Peer erhoben wurde. Er selbst trat nach dem Schulbesuch in das Unternehmen seines Vaters William Ritchie & Son of London and Dundee ein, das Produkte aus Britisch-Indien herstellte sowie vertrieb und auch Jutespinnereinen betrieb. Er wurde schließlich Partner des Unternehmens und wurde auch Mitglied der Gilde der Schiffbauer Worshipful Company of Shipwrights, einer der Livery Companies der City of London. Er war Mitglied des Londoner Stadtrates (Alderman) und bekleidete nach der Wahl durch die Livery Companies zwischen 1896 und 1897 das Amt als Sheriff der City of London. Er war zeitweise auch Friedensrichter (Justice of Peace) der City of London, der Grafschaft Surrey sowie der Grafschaft Middlesex.
Für seine Verdienste wurde er am 18. August 1897 zum Knight Bachelor (Kt) geschlagen, so dass er fortan das Prädikat „Sir“ führte. Im November 1903 übernahm er als Nachfolger von Sir Marcus Samuel das Amt als Lord Mayor of London und war damit bis zu seiner Ablösung durch John Pound im November 1904 Lord Mayor der City of London. Am 15. Dezember 1903 wurde ihm der erbliche Adelstitel Baronet, of Highlands in the Parish of
Shanklin in the Isle of Wight and County of Southampton, and of Queensborough-Terrace in the Borough of Paddington in the County of London, verliehen.
Aus seiner womöglich 1858 geschlossenen Ehe mit Lydia Rebecca Lemon gingen zwei Söhne und sieben Töchter hervor. Offenbar wurde die Gültigkeit der Eheschließung amtlich nicht anerkannt, so dass seine Söhne als unehelich geboren galten und die Baronetswürde mangels legitimer Erben bei seinem Tod, 1912, erlosch. Sein ältester Sohn, James William Ritchie (1868–1937), wurde 1918 selbst zum Baronet, of Lees House in the County of Kent, erhoben.